# Okke Tietes Bosgra
Okke Tietes Bosgra (Bergum (Tietjerksteradeel, Frl.), 28 oktober 1835 - aldaar, 20 augustus 1888) was een Nederlands boomkweker en politicus.
Bosgra was een antirevolutionair die dankzij zijn populariteit in eigen streek in 1888 in de Tweede Kamer kwam. Hij kon daar vanwege ziekte, maagkanker, echter geen enkele rol spelen en overleed al na enkele maanden Kamerlidmaatschap. Hij had in die periode slechts één vergadering kunnen bijwonen.
- Biografisch Portaal: 68399106
- International Standard Name Identifier: 0000 0003 8976 3356
- Nederlandse Thesaurus van Auteursnamen: 308201566
- Parlement.com: vg09lkyl9fdt
- Virtual International Authority File: 283236839